# San Severino Lucano
San Severino Lucano é uma comuna italiana da região da Basilicata, província de Potenza, com cerca de 1.920 habitantes. Estende-se por uma área de 61 km², tendo uma densidade populacional de 31 hab/km². Faz fronteira com Chiaromonte, Episcopia, Fardella, Francavilla in Sinni, Terranova di Pollino, Viggianello.

## Demografia
| Variação demográfica do município entre 1861 e 2011                               |
|                                                                                   |
| Fonte: Istituto Nazionale di Statistica (ISTAT) - Elaboração gráfica da Wikipedia |